# Liocranoeca striata
Liocranoeca striata – gatunek pająka z rodziny obniżowatych.
Gatunek ten opisany został w 1882 roku przez Władysława Kulczyńskiego jako Agroeca striata. W 1932 roku Eugène Simon przeniósł go do rodzaju Agraecina. W 1999 roku Jörg Wunderlich umieścił go w nowym rodzaju Liocranoeca, jako gatunek typowy.
Samce osiągają od 3,2 do 4,3 mm, a samice od 3 do 5,5 mm długości ciała. Karapaks zmierzony u jednego z samców miał 1,93 mm długości oraz 1,33 mm szerokości, zaś u czterech samic od 1,6 do 1,9 mm długości i od 1,21 do 1,43 mm szerokości. Ubarwienie karapaksu może być od jasnożółtawego przez żółtobrązowe do brązowego, zaopatrzone we wzór z szerokich szarawych linii rozchodzących się promieniście. W widoku z przodu przednie pary oczu leżą w linii prostej, natomiast oczy tylno-boczne osadzone są niżej niż tylno-środkowe. Oczy przednio-bocznej pary są nieco większe niż przednio-środkowej. Żółtawe szczękoczułki mają jeden ząbek na przedniej i dwa na tylnej krawędzi. Warga dolna jest szersza niż dłuższa. Barwa sternum jest jasnobrązowa. Ubarwienie opistosomy (odwłoka) może być od żółtobrązowego przez brązowe po ciemnoszarawe. Wierzch opistosomy ma wzór złożony z jasnego pasa środkowego i dwóch rzędów żółtawobrązowych kropek po bokach. Odnóża są żółtawe, szarawo nakrapiane.
Nogogłaszczki samca mają cymbium żółtawe do żółtawobrązowego, apofizę retrolateralną długości połowy goleni i skośnie ściętą u wierzchołka, a apofizę tegularną z łukowatym haczykiem. Zakrzywiony embolus zwęża się ku szczytowi. Płytka płciowa samicy ma na przedzie płytkie kieszonki. Genitalia samicy prześwitują przez oskórek. Kształt zbiorników nasiennych jest ostro zakrzywiony.
Pająk znany z Hiszpanii, Irlandii, Wielkiej Brytanii, Francji, Belgii, Holandii, Niemiec, Szwajcarii, Liechtensteinu, Austrii, Włoch, Danii, Szwecji, Finlandii, Estonii, Łotwy, Litwy, Polski, Czech, Słowacji, Węgier, Ukrainy, Rumunii, Bułgarii, Serbii, Macedonii Północnej, Grecji, Rosji i Turcji. Zamieszkuje kamieniste pobrzeża wód, bagna, podmokłe lasy, piargi, murawy nawapienne oraz śródleśne łąki z usypiskami z kamieni, pod którymi się kryje. Osobniki dorosłe spotyka się od stycznia do sierpnia.